# Německý křepelák
Německý křepelák (anglicky: German Spaniel, německy: Deutscher Wachtelhund) je německé lovecké psí plemeno.

## Historie
Pes podobný dnešnímu německému křepelákovi existoval již v roce 1719, později ale vyhynul . Němečtí kynologové se rozhodli toto plemeno obnovit a tak byl pes, podobný tomu původnímu, vyšlechtěn okolo roku 1890. O toto šlechtění se zasloužil především Frederick Roberth. Našel několik podobných psů v Bavorsku a křížil je s vodními psy. Nové plemeno se uchytilo jako lovecký pes, který rád aportuje i z vody. Využíval se především k lovu zajíců a lišek . Přesto se ale poměrně často vyskytovalo příbuzenské křížení, protože zakládajících psů bylo pouze jedenáct. V roce 1960 a později v 70. letech 20. století bylo několik psů importováno i do USA, odkud se později dostalo do Kanady, kde bylo využíváno ke stopování medvědů baribalů, též zvaných jako americký černý medvěd. Plemeno se dříve dělilo na dvě varianty dle zbarvení:
- Červení / hnědí: Krom celohnědého nebo celočerveného zbarvení jsou tito psi charakterističtí tím, že se používali spíše při stopování na kratší vzdálenosti a drželi se u psovoda [3].
- Bělouši: Bělouši se využívali na dlouhé vzdálenosti, byli schopni pracovat i samostatně, oproti hnědákům [3].

V současné době se toto rozdělení již neuznává . V roce 1903 uznal plemeno německý křepelák německý klub chovatelů psů. UKC ho uznal roku 1996. Oficiální zkratka používaná v Česku je NK. Plemeno je poměrně málo známé, nejvíce rozšířené v Německu. V Česku je velmi oblíbené mezi myslivci, majitelé jsou povětšinou sdruženi v "Klubu Německého křepeláka .

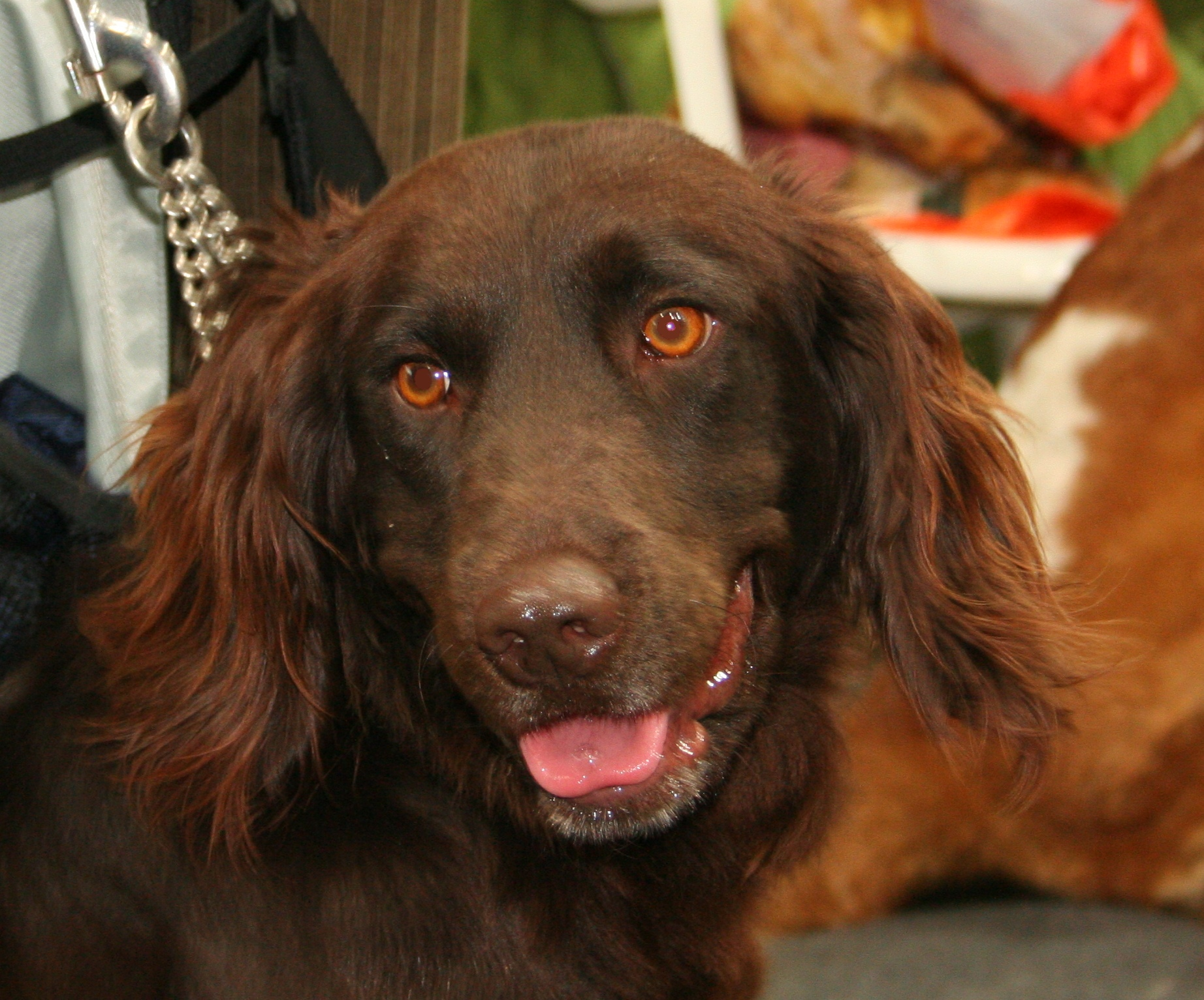

## Povaha
Německý křepelák je sebevědomý, rezervovaný a osobitý pes s dobrým čichem a vlohami pro lov. Křepeláci jsou klidní, přítulní, aktivní, poslušní a inteligentní, lehko se cvičí a jsou vhodní i pro začátečníky. Vůči svému majiteli či rodině jsou oddaní a zbožňují je. K dětem mají velmi dobrý vztah a leckteré jejich hry přetrpí. Ve svém domácím prostředí jsou ostražití a jsou to dobří hlídači, kteří hlasitě upozorní na každého kolemjdoucího a v případě nutnosti jsou schopní zasáhnout. Vůči cizím psům se chovají většinou přátelsky a dobře se s nimi snášejí.

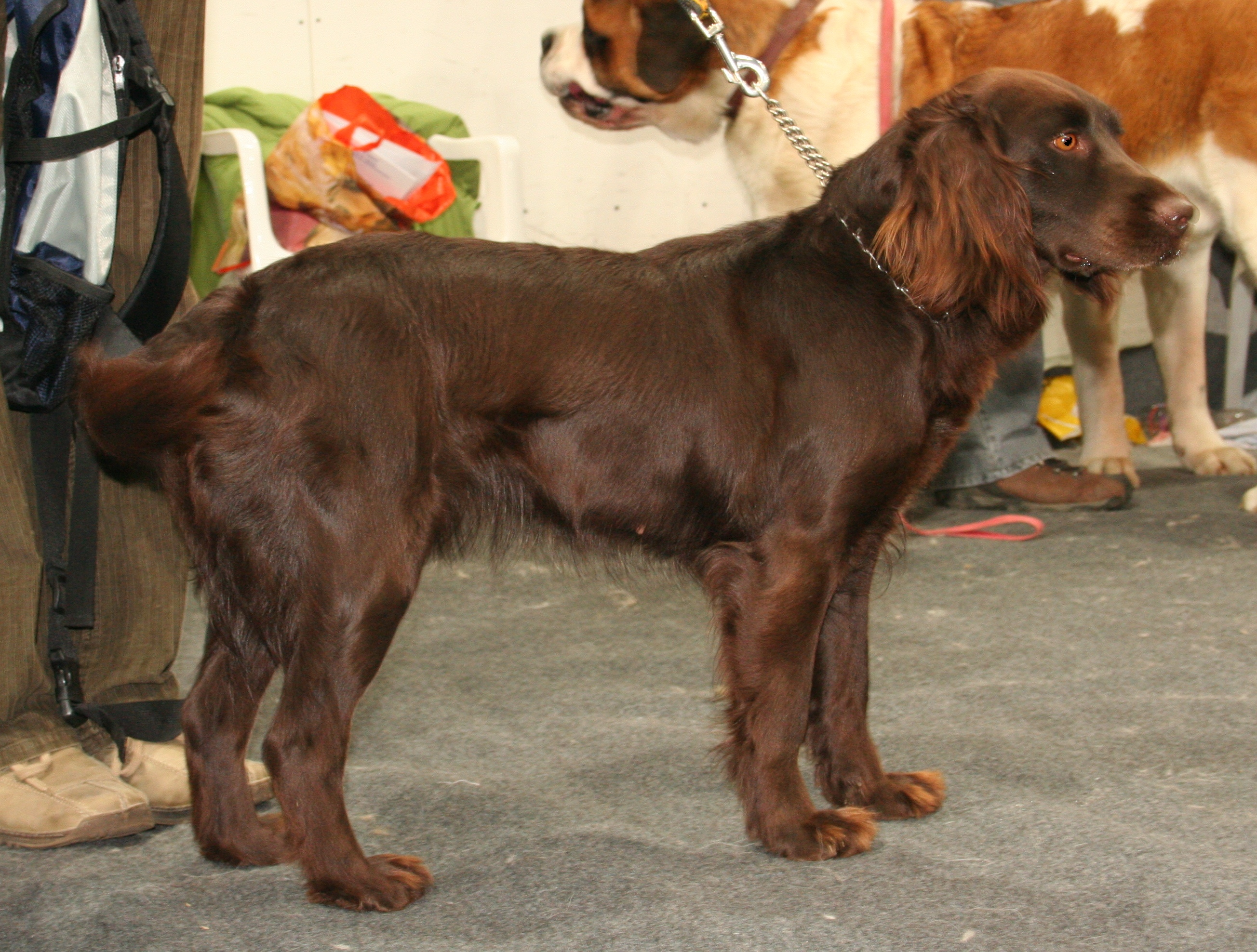

### Využití
Přestože v rodné zemi Německu se stále využívají jako lovečtí psi a aportéři, v Česku a jiných zemích Evropy jsou to hlavně společníci do rodiny. Hodí se pro psí sporty, jako je agility a pro svoji mírumilovnou povahu se hodí i na canisterapii.

## Péče
Srst německého křepeláka nevyžaduje příliš pozornosti, ale je nutné ji pročesávat a zacuchané chlupy odstřihávat. Kontrola uší je nutností, chlupy, které by ve zvukovodech rostly je nutné vytrhat, protože by mohly způsobit bolestivý zánět. Také je nutné zastřihávat dlouhou srst mezi polštářky na tlapkách. Jeho srst není samočisticí, proto je nutné ji mýt vodou, když je špinavá.
Německý křepelák vyžaduje hodně pohybu jakéhokoliv typu, od túr po psí sporty. Je vhodné cvičit jej na stopě.
Vycvičit německého křepeláka není těžké a zvládne to i začátečník. Musí ale dodržet několik zásad; spíše než trest zvolit pamlsky, výcvik prokládat hrou a nesnažit se psovi vnutit co chceme. Německý křepelák dokáže být tvrdohlavý a pokud se rozhodne, že ho něco nebaví, prostě to dělat nebude. Krom toho je ale velmi učenlivý, bystrý a cviky provádí rychle. Ve štěněcím věku je nutná řádná socializace.